# Unicodeblock Lateinisch, weiterer Zusatz
Der Unicodeblock Lateinisch, weiterer Zusatz (engl. Latin Extended Additional, U+1E00 bis U+1EFF) enthält vorgefertigte Zeichen des lateinischen Schriftsystems. Der Block ist de facto in zwei Teile aufgeteilt: der erste Teil (U+1E00 bis U+1E9F) enthält Zeichen für die alte Orthografie des Irischen, zur Transliteration von indischen und semitischen Schriften und für die walisische Sprache sowie der livischen Sprache. Der zweite Teil (U+1EA0 bis U+1EFF) enthält Zeichen für die vietnamesische Sprache. Außerdem enthält der Block ein Zeichen für das scharfe S als Großbuchstabe (U+1E9E).
| Unicodenummer | Zeichen (400 %) | Kategorie      | Bidirektionale Klasse | Offizielle Bezeichnung                                | Beschreibung                                                   |
| ------------- | --------------- | -------------- | --------------------- | ----------------------------------------------------- | -------------------------------------------------------------- |
| U+1E00 (7680) | Ḁ               | Großbuchstabe  | links nach rechts     | LATIN CAPITAL LETTER A WITH RING BELOW                | Lateinischer Großbuchstabe A mit Ring unten                    |
| U+1E01 (7681) | ḁ               | Kleinbuchstabe | links nach rechts     | LATIN SMALL LETTER A WITH RING BELOW                  | Lateinischer Kleinbuchstabe A mit Ring unten                   |
| U+1E02 (7682) | Ḃ               | Großbuchstabe  | links nach rechts     | LATIN CAPITAL LETTER B WITH DOT ABOVE                 | Lateinischer Großbuchstabe B mit Punkt oben                    |
| U+1E03 (7683) | ḃ               | Kleinbuchstabe | links nach rechts     | LATIN SMALL LETTER B WITH DOT ABOVE                   | Lateinischer Kleinbuchstabe B mit Punkt oben                   |
| U+1E04 (7684) | Ḅ               | Großbuchstabe  | links nach rechts     | LATIN CAPITAL LETTER B WITH DOT BELOW                 | Lateinischer Großbuchstabe B mit Punkt unten                   |
| U+1E05 (7685) | ḅ               | Kleinbuchstabe | links nach rechts     | LATIN SMALL LETTER B WITH DOT BELOW                   | Lateinischer Kleinbuchstabe B mit Punkt unten                  |
| U+1E06 (7686) | Ḇ               | Großbuchstabe  | links nach rechts     | LATIN CAPITAL LETTER B WITH LINE BELOW                | Lateinischer Großbuchstabe B mit Linie unten                   |
| U+1E07 (7687) | ḇ               | Kleinbuchstabe | links nach rechts     | LATIN SMALL LETTER B WITH LINE BELOW                  | Lateinischer Kleinbuchstabe B mit Linie unten                  |
| U+1E08 (7688) | Ḉ               | Großbuchstabe  | links nach rechts     | LATIN CAPITAL LETTER C WITH CEDILLA AND ACUTE         | Lateinischer Großbuchstabe C mit Cedille und Akut              |
| U+1E09 (7689) | ḉ               | Kleinbuchstabe | links nach rechts     | LATIN SMALL LETTER C WITH CEDILLA AND ACUTE           | Lateinischer Kleinbuchstabe C mit Cedille und Akut             |
| U+1E0A (7690) | Ḋ               | Großbuchstabe  | links nach rechts     | LATIN CAPITAL LETTER D WITH DOT ABOVE                 | Lateinischer Großbuchstabe D mit Punkt oben                    |
| U+1E0B (7691) | ḋ               | Kleinbuchstabe | links nach rechts     | LATIN SMALL LETTER D WITH DOT ABOVE                   | Lateinischer Kleinbuchstabe D mit Punkt oben                   |
| U+1E0C (7692) | Ḍ               | Großbuchstabe  | links nach rechts     | LATIN CAPITAL LETTER D WITH DOT BELOW                 | Lateinischer Großbuchstabe D mit Punkt unten                   |
| U+1E0D (7693) | ḍ               | Kleinbuchstabe | links nach rechts     | LATIN SMALL LETTER D WITH DOT BELOW                   | Lateinischer Kleinbuchstabe D mit Punkt unten                  |
| U+1E0E (7694) | Ḏ               | Großbuchstabe  | links nach rechts     | LATIN CAPITAL LETTER D WITH LINE BELOW                | Lateinischer Großbuchstabe D mit Linie unten                   |
| U+1E0F (7695) | ḏ               | Kleinbuchstabe | links nach rechts     | LATIN SMALL LETTER D WITH LINE BELOW                  | Lateinischer Kleinbuchstabe D mit Linie unten                  |
| U+1E10 (7696) | Ḑ               | Großbuchstabe  | links nach rechts     | LATIN CAPITAL LETTER D WITH CEDILLA                   | Lateinischer Großbuchstabe D mit Cedille                       |
| U+1E11 (7697) | ḑ               | Kleinbuchstabe | links nach rechts     | LATIN SMALL LETTER D WITH CEDILLA                     | Lateinischer Kleinbuchstabe D mit Cedille                      |
| U+1E12 (7698) | Ḓ               | Großbuchstabe  | links nach rechts     | LATIN CAPITAL LETTER D WITH CIRCUMFLEX BELOW          | Lateinischer Großbuchstabe D mit Zirkumflex unten              |
| U+1E13 (7699) | ḓ               | Kleinbuchstabe | links nach rechts     | LATIN SMALL LETTER D WITH CIRCUMFLEX BELOW            | Lateinischer Kleinbuchstabe D mit Zirkumflex unten             |
| U+1E14 (7700) | Ḕ               | Großbuchstabe  | links nach rechts     | LATIN CAPITAL LETTER E WITH MACRON AND GRAVE          | Lateinischer Großbuchstabe E mit Makron und Gravis             |
| U+1E15 (7701) | ḕ               | Kleinbuchstabe | links nach rechts     | LATIN SMALL LETTER E WITH MACRON AND GRAVE            | Lateinischer Kleinbuchstabe E mit Makron und Gravis            |
| U+1E16 (7702) | Ḗ               | Großbuchstabe  | links nach rechts     | LATIN CAPITAL LETTER E WITH MACRON AND ACUTE          | Lateinischer Großbuchstabe E mit Makron und Akut               |
| U+1E17 (7703) | ḗ               | Kleinbuchstabe | links nach rechts     | LATIN SMALL LETTER E WITH MACRON AND ACUTE            | Lateinischer Kleinbuchstabe E mit Makron und Akut              |
| U+1E18 (7704) | Ḙ               | Großbuchstabe  | links nach rechts     | LATIN CAPITAL LETTER E WITH CIRCUMFLEX BELOW          | Lateinischer Großbuchstabe E mit Zirkumflex unten              |
| U+1E19 (7705) | ḙ               | Kleinbuchstabe | links nach rechts     | LATIN SMALL LETTER E WITH CIRCUMFLEX BELOW            | Lateinischer Kleinbuchstabe E mit Zirkumflex unten             |
| U+1E1A (7706) | Ḛ               | Großbuchstabe  | links nach rechts     | LATIN CAPITAL LETTER E WITH TILDE BELOW               | Lateinischer Großbuchstabe E mit Tilde unten                   |
| U+1E1B (7707) | ḛ               | Kleinbuchstabe | links nach rechts     | LATIN SMALL LETTER E WITH TILDE BELOW                 | Lateinischer Kleinbuchstabe E mit Tilde unten                  |
| U+1E1C (7708) | Ḝ               | Großbuchstabe  | links nach rechts     | LATIN CAPITAL LETTER E WITH CEDILLA AND BREVE         | Lateinischer Großbuchstabe E mit Cedille und Breve             |
| U+1E1D (7709) | ḝ               | Kleinbuchstabe | links nach rechts     | LATIN SMALL LETTER E WITH CEDILLA AND BREVE           | Lateinischer Kleinbuchstabe E mit Cedille und Breve            |
| U+1E1E (7710) | Ḟ               | Großbuchstabe  | links nach rechts     | LATIN CAPITAL LETTER F WITH DOT ABOVE                 | Lateinischer Großbuchstabe F mit Punkt oben                    |
| U+1E1F (7711) | ḟ               | Kleinbuchstabe | links nach rechts     | LATIN SMALL LETTER F WITH DOT ABOVE                   | Lateinischer Kleinbuchstabe F mit Punkt oben                   |
| U+1E20 (7712) | Ḡ               | Großbuchstabe  | links nach rechts     | LATIN CAPITAL LETTER G WITH MACRON                    | Lateinischer Großbuchstabe G mit Makron                        |
| U+1E21 (7713) | ḡ               | Kleinbuchstabe | links nach rechts     | LATIN SMALL LETTER G WITH MACRON                      | Lateinischer Kleinbuchstabe G mit Makron                       |
| U+1E22 (7714) | Ḣ               | Großbuchstabe  | links nach rechts     | LATIN CAPITAL LETTER H WITH DOT ABOVE                 | Lateinischer Großbuchstabe H mit Punkt oben                    |
| U+1E23 (7715) | ḣ               | Kleinbuchstabe | links nach rechts     | LATIN SMALL LETTER H WITH DOT ABOVE                   | Lateinischer Kleinbuchstabe H mit Punkt oben                   |
| U+1E24 (7716) | Ḥ               | Großbuchstabe  | links nach rechts     | LATIN CAPITAL LETTER H WITH DOT BELOW                 | Lateinischer Großbuchstabe H mit Punkt unten                   |
| U+1E25 (7717) | ḥ               | Kleinbuchstabe | links nach rechts     | LATIN SMALL LETTER H WITH DOT BELOW                   | Lateinischer Kleinbuchstabe H mit Punkt unten                  |
| U+1E26 (7718) | Ḧ               | Großbuchstabe  | links nach rechts     | LATIN CAPITAL LETTER H WITH DIAERESIS                 | Lateinischer Großbuchstabe H mit Trema                         |
| U+1E27 (7719) | ḧ               | Kleinbuchstabe | links nach rechts     | LATIN SMALL LETTER H WITH DIAERESIS                   | Lateinischer Kleinbuchstabe H mit Trema                        |
| U+1E28 (7720) | Ḩ               | Großbuchstabe  | links nach rechts     | LATIN CAPITAL LETTER H WITH CEDILLA                   | Lateinischer Großbuchstabe H mit Cedille                       |
| U+1E29 (7721) | ḩ               | Kleinbuchstabe | links nach rechts     | LATIN SMALL LETTER H WITH CEDILLA                     | Lateinischer Kleinbuchstabe H mit Cedille                      |
| U+1E2A (7722) | Ḫ               | Großbuchstabe  | links nach rechts     | LATIN CAPITAL LETTER H WITH BREVE BELOW               | Lateinischer Großbuchstabe H mit Breve unten                   |
| U+1E2B (7723) | ḫ               | Kleinbuchstabe | links nach rechts     | LATIN SMALL LETTER H WITH BREVE BELOW                 | Lateinischer Kleinbuchstabe H mit Breve unten                  |
| U+1E2C (7724) | Ḭ               | Großbuchstabe  | links nach rechts     | LATIN CAPITAL LETTER I WITH TILDE BELOW               | Lateinischer Großbuchstabe I mit Tilde unten                   |
| U+1E2D (7725) | ḭ               | Kleinbuchstabe | links nach rechts     | LATIN SMALL LETTER I WITH TILDE BELOW                 | Lateinischer Kleinbuchstabe I mit Tilde unten                  |
| U+1E2E (7726) | Ḯ               | Großbuchstabe  | links nach rechts     | LATIN CAPITAL LETTER I WITH DIAERESIS AND ACUTE       | Lateinischer Großbuchstabe I mit Trema und Akut                |
| U+1E2F (7727) | ḯ               | Kleinbuchstabe | links nach rechts     | LATIN SMALL LETTER I WITH DIAERESIS AND ACUTE         | Lateinischer Kleinbuchstabe I mit Trema und Akut               |
| U+1E30 (7728) | Ḱ               | Großbuchstabe  | links nach rechts     | LATIN CAPITAL LETTER K WITH ACUTE                     | Lateinischer Großbuchstabe K mit Akut                          |
| U+1E31 (7729) | ḱ               | Kleinbuchstabe | links nach rechts     | LATIN SMALL LETTER K WITH ACUTE                       | Lateinischer Kleinbuchstabe K mit Akut                         |
| U+1E32 (7730) | Ḳ               | Großbuchstabe  | links nach rechts     | LATIN CAPITAL LETTER K WITH DOT BELOW                 | Lateinischer Großbuchstabe K mit Punkt unten                   |
| U+1E33 (7731) | ḳ               | Kleinbuchstabe | links nach rechts     | LATIN SMALL LETTER K WITH DOT BELOW                   | Lateinischer Kleinbuchstabe K mit Punkt unten                  |
| U+1E34 (7732) | Ḵ               | Großbuchstabe  | links nach rechts     | LATIN CAPITAL LETTER K WITH LINE BELOW                | Lateinischer Großbuchstabe K mit Linie unten                   |
| U+1E35 (7733) | ḵ               | Kleinbuchstabe | links nach rechts     | LATIN SMALL LETTER K WITH LINE BELOW                  | Lateinischer Kleinbuchstabe K mit Linie unten                  |
| U+1E36 (7734) | Ḷ               | Großbuchstabe  | links nach rechts     | LATIN CAPITAL LETTER L WITH DOT BELOW                 | Lateinischer Großbuchstabe L mit Punkt unten                   |
| U+1E37 (7735) | ḷ               | Kleinbuchstabe | links nach rechts     | LATIN SMALL LETTER L WITH DOT BELOW                   | Lateinischer Kleinbuchstabe L mit Punkt unten                  |
| U+1E38 (7736) | Ḹ               | Großbuchstabe  | links nach rechts     | LATIN CAPITAL LETTER L WITH DOT BELOW AND MACRON      | Lateinischer Großbuchstabe L mit Punkt unten und Makron        |
| U+1E39 (7737) | ḹ               | Kleinbuchstabe | links nach rechts     | LATIN SMALL LETTER L WITH DOT BELOW AND MACRON        | Lateinischer Kleinbuchstabe L mit Punkt unten und Makron       |
| U+1E3A (7738) | Ḻ               | Großbuchstabe  | links nach rechts     | LATIN CAPITAL LETTER L WITH LINE BELOW                | Lateinischer Großbuchstabe L mit Linie unten                   |
| U+1E3B (7739) | ḻ               | Kleinbuchstabe | links nach rechts     | LATIN SMALL LETTER L WITH LINE BELOW                  | Lateinischer Kleinbuchstabe L mit Linie unten                  |
| U+1E3C (7740) | Ḽ               | Großbuchstabe  | links nach rechts     | LATIN CAPITAL LETTER L WITH CIRCUMFLEX BELOW          | Lateinischer Großbuchstabe L mit Zirkumflex unten              |
| U+1E3D (7741) | ḽ               | Kleinbuchstabe | links nach rechts     | LATIN SMALL LETTER L WITH CIRCUMFLEX BELOW            | Lateinischer Kleinbuchstabe L mit Zirkumflex unten             |
| U+1E3E (7742) | Ḿ               | Großbuchstabe  | links nach rechts     | LATIN CAPITAL LETTER M WITH ACUTE                     | Lateinischer Großbuchstabe M mit Akut                          |
| U+1E3F (7743) | ḿ               | Kleinbuchstabe | links nach rechts     | LATIN SMALL LETTER M WITH ACUTE                       | Lateinischer Kleinbuchstabe M mit Akut                         |
| U+1E40 (7744) | Ṁ               | Großbuchstabe  | links nach rechts     | LATIN CAPITAL LETTER M WITH DOT ABOVE                 | Lateinischer Großbuchstabe M mit Punkt oben                    |
| U+1E41 (7745) | ṁ               | Kleinbuchstabe | links nach rechts     | LATIN SMALL LETTER M WITH DOT ABOVE                   | Lateinischer Kleinbuchstabe M mit Punkt oben                   |
| U+1E42 (7746) | Ṃ               | Großbuchstabe  | links nach rechts     | LATIN CAPITAL LETTER M WITH DOT BELOW                 | Lateinischer Großbuchstabe M mit Punkt unten                   |
| U+1E43 (7747) | ṃ               | Kleinbuchstabe | links nach rechts     | LATIN SMALL LETTER M WITH DOT BELOW                   | Lateinischer Kleinbuchstabe M mit Punkt unten                  |
| U+1E44 (7748) | Ṅ               | Großbuchstabe  | links nach rechts     | LATIN CAPITAL LETTER N WITH DOT ABOVE                 | Lateinischer Großbuchstabe N mit Punkt oben                    |
| U+1E45 (7749) | ṅ               | Kleinbuchstabe | links nach rechts     | LATIN SMALL LETTER N WITH DOT ABOVE                   | Lateinischer Kleinbuchstabe N mit Punkt oben                   |
| U+1E46 (7750) | Ṇ               | Großbuchstabe  | links nach rechts     | LATIN CAPITAL LETTER N WITH DOT BELOW                 | Lateinischer Großbuchstabe N mit Punkt unten                   |
| U+1E47 (7751) | ṇ               | Kleinbuchstabe | links nach rechts     | LATIN SMALL LETTER N WITH DOT BELOW                   | Lateinischer Kleinbuchstabe N mit Punkt unten                  |
| U+1E48 (7752) | Ṉ               | Großbuchstabe  | links nach rechts     | LATIN CAPITAL LETTER N WITH LINE BELOW                | Lateinischer Großbuchstabe N mit Linie unten                   |
| U+1E49 (7753) | ṉ               | Kleinbuchstabe | links nach rechts     | LATIN SMALL LETTER N WITH LINE BELOW                  | Lateinischer Kleinbuchstabe N mit Linie unten                  |
| U+1E4A (7754) | Ṋ               | Großbuchstabe  | links nach rechts     | LATIN CAPITAL LETTER N WITH CIRCUMFLEX BELOW          | Lateinischer Großbuchstabe N mit Zirkumflex unten              |
| U+1E4B (7755) | ṋ               | Kleinbuchstabe | links nach rechts     | LATIN SMALL LETTER N WITH CIRCUMFLEX BELOW            | Lateinischer Kleinbuchstabe N mit Zirkumflex unten             |
| U+1E4C (7756) | Ṍ               | Großbuchstabe  | links nach rechts     | LATIN CAPITAL LETTER O WITH TILDE AND ACUTE           | Lateinischer Großbuchstabe O mit Tilde und Akut                |
| U+1E4D (7757) | ṍ               | Kleinbuchstabe | links nach rechts     | LATIN SMALL LETTER O WITH TILDE AND ACUTE             | Lateinischer Kleinbuchstabe O mit Tilde und Akut               |
| U+1E4E (7758) | Ṏ               | Großbuchstabe  | links nach rechts     | LATIN CAPITAL LETTER O WITH TILDE AND DIAERESIS       | Lateinischer Großbuchstabe O mit Tilde und Trema               |
| U+1E4F (7759) | ṏ               | Kleinbuchstabe | links nach rechts     | LATIN SMALL LETTER O WITH TILDE AND DIAERESIS         | Lateinischer Kleinbuchstabe O mit Tilde und Trema              |
| U+1E50 (7760) | Ṑ               | Großbuchstabe  | links nach rechts     | LATIN CAPITAL LETTER O WITH MACRON AND GRAVE          | Lateinischer Großbuchstabe O mit Makron und Gravis             |
| U+1E51 (7761) | ṑ               | Kleinbuchstabe | links nach rechts     | LATIN SMALL LETTER O WITH MACRON AND GRAVE            | Lateinischer Kleinbuchstabe O mit Makron und Gravis            |
| U+1E52 (7762) | Ṓ               | Großbuchstabe  | links nach rechts     | LATIN CAPITAL LETTER O WITH MACRON AND ACUTE          | Lateinischer Großbuchstabe O mit Makron und Akut               |
| U+1E53 (7763) | ṓ               | Kleinbuchstabe | links nach rechts     | LATIN SMALL LETTER O WITH MACRON AND ACUTE            | Lateinischer Kleinbuchstabe O mit Makron und Akut              |
| U+1E54 (7764) | Ṕ               | Großbuchstabe  | links nach rechts     | LATIN CAPITAL LETTER P WITH ACUTE                     | Lateinischer Großbuchstabe P mit Akut                          |
| U+1E55 (7765) | ṕ               | Kleinbuchstabe | links nach rechts     | LATIN SMALL LETTER P WITH ACUTE                       | Lateinischer Kleinbuchstabe P mit Akut                         |
| U+1E56 (7766) | Ṗ               | Großbuchstabe  | links nach rechts     | LATIN CAPITAL LETTER P WITH DOT ABOVE                 | Lateinischer Großbuchstabe P mit Punkt oben                    |
| U+1E57 (7767) | ṗ               | Kleinbuchstabe | links nach rechts     | LATIN SMALL LETTER P WITH DOT ABOVE                   | Lateinischer Kleinbuchstabe P mit Punkt oben                   |
| U+1E58 (7768) | Ṙ               | Großbuchstabe  | links nach rechts     | LATIN CAPITAL LETTER R WITH DOT ABOVE                 | Lateinischer Großbuchstabe R mit Punkt oben                    |
| U+1E59 (7769) | ṙ               | Kleinbuchstabe | links nach rechts     | LATIN SMALL LETTER R WITH DOT ABOVE                   | Lateinischer Kleinbuchstabe R mit Punkt oben                   |
| U+1E5A (7770) | Ṛ               | Großbuchstabe  | links nach rechts     | LATIN CAPITAL LETTER R WITH DOT BELOW                 | Lateinischer Großbuchstabe R mit Punkt unten                   |
| U+1E5B (7771) | ṛ               | Kleinbuchstabe | links nach rechts     | LATIN SMALL LETTER R WITH DOT BELOW                   | Lateinischer Kleinbuchstabe R mit Punkt unten                  |
| U+1E5C (7772) | Ṝ               | Großbuchstabe  | links nach rechts     | LATIN CAPITAL LETTER R WITH DOT BELOW AND MACRON      | Lateinischer Großbuchstabe R mit Punkt unten und Makron        |
| U+1E5D (7773) | ṝ               | Kleinbuchstabe | links nach rechts     | LATIN SMALL LETTER R WITH DOT BELOW AND MACRON        | Lateinischer Kleinbuchstabe R mit Punkt unten und Makron       |
| U+1E5E (7774) | Ṟ               | Großbuchstabe  | links nach rechts     | LATIN CAPITAL LETTER R WITH LINE BELOW                | Lateinischer Großbuchstabe R mit Linie unten                   |
| U+1E5F (7775) | ṟ               | Kleinbuchstabe | links nach rechts     | LATIN SMALL LETTER R WITH LINE BELOW                  | Lateinischer Kleinbuchstabe R mit Linie unten                  |
| U+1E60 (7776) | Ṡ               | Großbuchstabe  | links nach rechts     | LATIN CAPITAL LETTER S WITH DOT ABOVE                 | Lateinischer Großbuchstabe S mit Punkt oben                    |
| U+1E61 (7777) | ṡ               | Kleinbuchstabe | links nach rechts     | LATIN SMALL LETTER S WITH DOT ABOVE                   | Lateinischer Kleinbuchstabe S mit Punkt oben                   |
| U+1E62 (7778) | Ṣ               | Großbuchstabe  | links nach rechts     | LATIN CAPITAL LETTER S WITH DOT BELOW                 | Lateinischer Großbuchstabe S mit Punkt unten                   |
| U+1E63 (7779) | ṣ               | Kleinbuchstabe | links nach rechts     | LATIN SMALL LETTER S WITH DOT BELOW                   | Lateinischer Kleinbuchstabe S mit Punkt unten                  |
| U+1E64 (7780) | Ṥ               | Großbuchstabe  | links nach rechts     | LATIN CAPITAL LETTER S WITH ACUTE AND DOT ABOVE       | Lateinischer Großbuchstabe S mit Akut und Punkt oben           |
| U+1E65 (7781) | ṥ               | Kleinbuchstabe | links nach rechts     | LATIN SMALL LETTER S WITH ACUTE AND DOT ABOVE         | Lateinischer Kleinbuchstabe S mit Akut und Punkt oben          |
| U+1E66 (7782) | Ṧ               | Großbuchstabe  | links nach rechts     | LATIN CAPITAL LETTER S WITH CARON AND DOT ABOVE       | Lateinischer Großbuchstabe S mit Hatschek und Punkt oben       |
| U+1E67 (7783) | ṧ               | Kleinbuchstabe | links nach rechts     | LATIN SMALL LETTER S WITH CARON AND DOT ABOVE         | Lateinischer Kleinbuchstabe S mit Hatschek und Punkt oben      |
| U+1E68 (7784) | Ṩ               | Großbuchstabe  | links nach rechts     | LATIN CAPITAL LETTER S WITH DOT BELOW AND DOT ABOVE   | Lateinischer Großbuchstabe S mit Punkt oben und unten          |
| U+1E69 (7785) | ṩ               | Kleinbuchstabe | links nach rechts     | LATIN SMALL LETTER S WITH DOT BELOW AND DOT ABOVE     | Lateinischer Kleinbuchstabe S mit Punkt oben und unten         |
| U+1E6A (7786) | Ṫ               | Großbuchstabe  | links nach rechts     | LATIN CAPITAL LETTER T WITH DOT ABOVE                 | Lateinischer Großbuchstabe T mit Punkt oben                    |
| U+1E6B (7787) | ṫ               | Kleinbuchstabe | links nach rechts     | LATIN SMALL LETTER T WITH DOT ABOVE                   | Lateinischer Kleinbuchstabe T mit Punkt oben                   |
| U+1E6C (7788) | Ṭ               | Großbuchstabe  | links nach rechts     | LATIN CAPITAL LETTER T WITH DOT BELOW                 | Lateinischer Großbuchstabe T mit Punkt unten                   |
| U+1E6D (7789) | ṭ               | Kleinbuchstabe | links nach rechts     | LATIN SMALL LETTER T WITH DOT BELOW                   | Lateinischer Kleinbuchstabe T mit Punkt unten                  |
| U+1E6E (7790) | Ṯ               | Großbuchstabe  | links nach rechts     | LATIN CAPITAL LETTER T WITH LINE BELOW                | Lateinischer Großbuchstabe T mit Linie unten                   |
| U+1E6F (7791) | ṯ               | Kleinbuchstabe | links nach rechts     | LATIN SMALL LETTER T WITH LINE BELOW                  | Lateinischer Kleinbuchstabe T mit Linie unten                  |
| U+1E70 (7792) | Ṱ               | Großbuchstabe  | links nach rechts     | LATIN CAPITAL LETTER T WITH CIRCUMFLEX BELOW          | Lateinischer Großbuchstabe T mit Zirkumflex unten              |
| U+1E71 (7793) | ṱ               | Kleinbuchstabe | links nach rechts     | LATIN SMALL LETTER T WITH CIRCUMFLEX BELOW            | Lateinischer Kleinbuchstabe T mit Zirkumflex unten             |
| U+1E72 (7794) | Ṳ               | Großbuchstabe  | links nach rechts     | LATIN CAPITAL LETTER U WITH DIAERESIS BELOW           | Lateinischer Großbuchstabe U mit Trema unten                   |
| U+1E73 (7795) | ṳ               | Kleinbuchstabe | links nach rechts     | LATIN SMALL LETTER U WITH DIAERESIS BELOW             | Lateinischer Kleinbuchstabe U mit Trema unten                  |
| U+1E74 (7796) | Ṵ               | Großbuchstabe  | links nach rechts     | LATIN CAPITAL LETTER U WITH TILDE BELOW               | Lateinischer Großbuchstabe U mit Tilde unten                   |
| U+1E75 (7797) | ṵ               | Kleinbuchstabe | links nach rechts     | LATIN SMALL LETTER U WITH TILDE BELOW                 | Lateinischer Kleinbuchstabe U mit Tilde unten                  |
| U+1E76 (7798) | Ṷ               | Großbuchstabe  | links nach rechts     | LATIN CAPITAL LETTER U WITH CIRCUMFLEX BELOW          | Lateinischer Großbuchstabe U mit Zirkumflex unten              |
| U+1E77 (7799) | ṷ               | Kleinbuchstabe | links nach rechts     | LATIN SMALL LETTER U WITH CIRCUMFLEX BELOW            | Lateinischer Kleinbuchstabe U mit Zirkumflex unten             |
| U+1E78 (7800) | Ṹ               | Großbuchstabe  | links nach rechts     | LATIN CAPITAL LETTER U WITH TILDE AND ACUTE           | Lateinischer Großbuchstabe U mit Tilde und Akut                |
| U+1E79 (7801) | ṹ               | Kleinbuchstabe | links nach rechts     | LATIN SMALL LETTER U WITH TILDE AND ACUTE             | Lateinischer Kleinbuchstabe U mit Tilde und Akut               |
| U+1E7A (7802) | Ṻ               | Großbuchstabe  | links nach rechts     | LATIN CAPITAL LETTER U WITH MACRON AND DIAERESIS      | Lateinischer Großbuchstabe U mit Makron und Trema              |
| U+1E7B (7803) | ṻ               | Kleinbuchstabe | links nach rechts     | LATIN SMALL LETTER U WITH MACRON AND DIAERESIS        | Lateinischer Kleinbuchstabe U mit Makron und Trema             |
| U+1E7C (7804) | Ṽ               | Großbuchstabe  | links nach rechts     | LATIN CAPITAL LETTER V WITH TILDE                     | Lateinischer Großbuchstabe V mit Tilde                         |
| U+1E7D (7805) | ṽ               | Kleinbuchstabe | links nach rechts     | LATIN SMALL LETTER V WITH TILDE                       | Lateinischer Kleinbuchstabe V mit Tilde                        |
| U+1E7E (7806) | Ṿ               | Großbuchstabe  | links nach rechts     | LATIN CAPITAL LETTER V WITH DOT BELOW                 | Lateinischer Großbuchstabe V mit Punkt unten                   |
| U+1E7F (7807) | ṿ               | Kleinbuchstabe | links nach rechts     | LATIN SMALL LETTER V WITH DOT BELOW                   | Lateinischer Kleinbuchstabe V mit Punkt unten                  |
| U+1E80 (7808) | Ẁ               | Großbuchstabe  | links nach rechts     | LATIN CAPITAL LETTER W WITH GRAVE                     | Lateinischer Großbuchstabe W mit Gravis                        |
| U+1E81 (7809) | ẁ               | Kleinbuchstabe | links nach rechts     | LATIN SMALL LETTER W WITH GRAVE                       | Lateinischer Kleinbuchstabe W mit Gravis                       |
| U+1E82 (7810) | Ẃ               | Großbuchstabe  | links nach rechts     | LATIN CAPITAL LETTER W WITH ACUTE                     | Lateinischer Großbuchstabe W mit Akut                          |
| U+1E83 (7811) | ẃ               | Kleinbuchstabe | links nach rechts     | LATIN SMALL LETTER W WITH ACUTE                       | Lateinischer Kleinbuchstabe W mit Akut                         |
| U+1E84 (7812) | Ẅ               | Großbuchstabe  | links nach rechts     | LATIN CAPITAL LETTER W WITH DIAERESIS                 | Lateinischer Großbuchstabe W mit Trema                         |
| U+1E85 (7813) | ẅ               | Kleinbuchstabe | links nach rechts     | LATIN SMALL LETTER W WITH DIAERESIS                   | Lateinischer Kleinbuchstabe W mit Trema                        |
| U+1E86 (7814) | Ẇ               | Großbuchstabe  | links nach rechts     | LATIN CAPITAL LETTER W WITH DOT ABOVE                 | Lateinischer Großbuchstabe W mit Punkt oben                    |
| U+1E87 (7815) | ẇ               | Kleinbuchstabe | links nach rechts     | LATIN SMALL LETTER W WITH DOT ABOVE                   | Lateinischer Kleinbuchstabe W mit Punkt oben                   |
| U+1E88 (7816) | Ẉ               | Großbuchstabe  | links nach rechts     | LATIN CAPITAL LETTER W WITH DOT BELOW                 | Lateinischer Großbuchstabe W mit Punkt unten                   |
| U+1E89 (7817) | ẉ               | Kleinbuchstabe | links nach rechts     | LATIN SMALL LETTER W WITH DOT BELOW                   | Lateinischer Kleinbuchstabe W mit Punkt unten                  |
| U+1E8A (7818) | Ẋ               | Großbuchstabe  | links nach rechts     | LATIN CAPITAL LETTER X WITH DOT ABOVE                 | Lateinischer Großbuchstabe X mit Punkt oben                    |
| U+1E8B (7819) | ẋ               | Kleinbuchstabe | links nach rechts     | LATIN SMALL LETTER X WITH DOT ABOVE                   | Lateinischer Kleinbuchstabe X mit Punkt oben                   |
| U+1E8C (7820) | Ẍ               | Großbuchstabe  | links nach rechts     | LATIN CAPITAL LETTER X WITH DIAERESIS                 | Lateinischer Großbuchstabe X mit Trema                         |
| U+1E8D (7821) | ẍ               | Kleinbuchstabe | links nach rechts     | LATIN SMALL LETTER X WITH DIAERESIS                   | Lateinischer Kleinbuchstabe X mit Trema                        |
| U+1E8E (7822) | Ẏ               | Großbuchstabe  | links nach rechts     | LATIN CAPITAL LETTER Y WITH DOT ABOVE                 | Lateinischer Großbuchstabe Y mit Punkt oben                    |
| U+1E8F (7823) | ẏ               | Kleinbuchstabe | links nach rechts     | LATIN SMALL LETTER Y WITH DOT ABOVE                   | Lateinischer Kleinbuchstabe Y mit Punkt oben                   |
| U+1E90 (7824) | Ẑ               | Großbuchstabe  | links nach rechts     | LATIN CAPITAL LETTER Z WITH CIRCUMFLEX                | Lateinischer Großbuchstabe Z mit Zirkumflex                    |
| U+1E91 (7825) | ẑ               | Kleinbuchstabe | links nach rechts     | LATIN SMALL LETTER Z WITH CIRCUMFLEX                  | Lateinischer Kleinbuchstabe Z mit Zirkumflex                   |
| U+1E92 (7826) | Ẓ               | Großbuchstabe  | links nach rechts     | LATIN CAPITAL LETTER Z WITH DOT BELOW                 | Lateinischer Großbuchstabe Z mit Punkt unten                   |
| U+1E93 (7827) | ẓ               | Kleinbuchstabe | links nach rechts     | LATIN SMALL LETTER Z WITH DOT BELOW                   | Lateinischer Kleinbuchstabe Z mit Punkt unten                  |
| U+1E94 (7828) | Ẕ               | Großbuchstabe  | links nach rechts     | LATIN CAPITAL LETTER Z WITH LINE BELOW                | Lateinischer Großbuchstabe Z mit Linie unten                   |
| U+1E95 (7829) | ẕ               | Kleinbuchstabe | links nach rechts     | LATIN SMALL LETTER Z WITH LINE BELOW                  | Lateinischer Kleinbuchstabe Z mit Linie unten                  |
| U+1E96 (7830) | ẖ               | Kleinbuchstabe | links nach rechts     | LATIN SMALL LETTER H WITH LINE BELOW                  | Lateinischer Kleinbuchstabe H mit Linie unten                  |
| U+1E97 (7831) | ẗ               | Kleinbuchstabe | links nach rechts     | LATIN SMALL LETTER T WITH DIAERESIS                   | Lateinischer Kleinbuchstabe T mit Trema                        |
| U+1E98 (7832) | ẘ               | Kleinbuchstabe | links nach rechts     | LATIN SMALL LETTER W WITH RING ABOVE                  | Lateinischer Kleinbuchstabe W mit Ring oben                    |
| U+1E99 (7833) | ẙ               | Kleinbuchstabe | links nach rechts     | LATIN SMALL LETTER Y WITH RING ABOVE                  | Lateinischer Kleinbuchstabe Y mit Ring oben                    |
| U+1E9A (7834) | ẚ               | Kleinbuchstabe | links nach rechts     | LATIN SMALL LETTER A WITH RIGHT HALF RING             | Lateinischer Kleinbuchstabe A mit rechter Hälfte eines Ringes  |
| U+1E9B (7835) | ẛ               | Kleinbuchstabe | links nach rechts     | LATIN SMALL LETTER LONG S WITH DOT ABOVE              | Lateinischer Kleinbuchstabe langes S mit Punkt oben            |
| U+1E9C (7836) | ẜ               | Kleinbuchstabe | links nach rechts     | LATIN SMALL LETTER LONG S WITH DIAGONAL STROKE        | Lateinischer Kleinbuchstabe langes S mit diagonalem Querstrich |
| U+1E9D (7837) | ẝ               | Kleinbuchstabe | links nach rechts     | LATIN SMALL LETTER LONG S WITH HIGH STROKE            | Lateinischer Kleinbuchstabe langes S mit hohem Querstrich      |
| U+1E9E (7838) | ẞ               | Großbuchstabe  | links nach rechts     | LATIN CAPITAL LETTER SHARP S                          | Lateinischer Großbuchstabe Scharfes S                          |
| U+1E9F (7839) | ẟ               | Kleinbuchstabe | links nach rechts     | LATIN SMALL LETTER DELTA                              | Lateinischer Kleinbuchstabe Delta                              |
| U+1EA0 (7840) | Ạ               | Großbuchstabe  | links nach rechts     | LATIN CAPITAL LETTER A WITH DOT BELOW                 | Lateinischer Großbuchstabe A mit Punkt unten                   |
| U+1EA1 (7841) | ạ               | Kleinbuchstabe | links nach rechts     | LATIN SMALL LETTER A WITH DOT BELOW                   | Lateinischer Kleinbuchstabe A mit Punkt unten                  |
| U+1EA2 (7842) | Ả               | Großbuchstabe  | links nach rechts     | LATIN CAPITAL LETTER A WITH HOOK ABOVE                | Lateinischer Großbuchstabe A mit Haken oben                    |
| U+1EA3 (7843) | ả               | Kleinbuchstabe | links nach rechts     | LATIN SMALL LETTER A WITH HOOK ABOVE                  | Lateinischer Kleinbuchstabe A mit Haken oben                   |
| U+1EA4 (7844) | Ấ               | Großbuchstabe  | links nach rechts     | LATIN CAPITAL LETTER A WITH CIRCUMFLEX AND ACUTE      | Lateinischer Großbuchstabe A mit Zirkumflex und Akut           |
| U+1EA5 (7845) | ấ               | Kleinbuchstabe | links nach rechts     | LATIN SMALL LETTER A WITH CIRCUMFLEX AND ACUTE        | Lateinischer Kleinbuchstabe A mit Zirkumflex und Akut          |
| U+1EA6 (7846) | Ầ               | Großbuchstabe  | links nach rechts     | LATIN CAPITAL LETTER A WITH CIRCUMFLEX AND GRAVE      | Lateinischer Großbuchstabe A mit Zirkumflex und Gravis         |
| U+1EA7 (7847) | ầ               | Kleinbuchstabe | links nach rechts     | LATIN SMALL LETTER A WITH CIRCUMFLEX AND GRAVE        | Lateinischer Kleinbuchstabe A mit Zirkumflex und Gravis        |
| U+1EA8 (7848) | Ẩ               | Großbuchstabe  | links nach rechts     | LATIN CAPITAL LETTER A WITH CIRCUMFLEX AND HOOK ABOVE | Lateinischer Großbuchstabe A mit Zirkumflex und Haken oben     |
| U+1EA9 (7849) | ẩ               | Kleinbuchstabe | links nach rechts     | LATIN SMALL LETTER A WITH CIRCUMFLEX AND HOOK ABOVE   | Lateinischer Kleinbuchstabe A mit Zirkumflex und Haken oben    |
| U+1EAA (7850) | Ẫ               | Großbuchstabe  | links nach rechts     | LATIN CAPITAL LETTER A WITH CIRCUMFLEX AND TILDE      | Lateinischer Großbuchstabe A mit Zirkumflex und Tilde          |
| U+1EAB (7851) | ẫ               | Kleinbuchstabe | links nach rechts     | LATIN SMALL LETTER A WITH CIRCUMFLEX AND TILDE        | Lateinischer Kleinbuchstabe A mit Zirkumflex und Tilde         |
| U+1EAC (7852) | Ậ               | Großbuchstabe  | links nach rechts     | LATIN CAPITAL LETTER A WITH CIRCUMFLEX AND DOT BELOW  | Lateinischer Großbuchstabe A mit Zirkumflex und Punkt unten    |
| U+1EAD (7853) | ậ               | Kleinbuchstabe | links nach rechts     | LATIN SMALL LETTER A WITH CIRCUMFLEX AND DOT BELOW    | Lateinischer Kleinbuchstabe A mit Zirkumflex und Punkt unten   |
| U+1EAE (7854) | Ắ               | Großbuchstabe  | links nach rechts     | LATIN CAPITAL LETTER A WITH BREVE AND ACUTE           | Lateinischer Großbuchstabe A mit Breve und Akut                |
| U+1EAF (7855) | ắ               | Kleinbuchstabe | links nach rechts     | LATIN SMALL LETTER A WITH BREVE AND ACUTE             | Lateinischer Kleinbuchstabe A mit Breve und Akut               |
| U+1EB0 (7856) | Ằ               | Großbuchstabe  | links nach rechts     | LATIN CAPITAL LETTER A WITH BREVE AND GRAVE           | Lateinischer Großbuchstabe A mit Breve und Gravis              |
| U+1EB1 (7857) | ằ               | Kleinbuchstabe | links nach rechts     | LATIN SMALL LETTER A WITH BREVE AND GRAVE             | Lateinischer Kleinbuchstabe A mit Breve und Gravis             |
| U+1EB2 (7858) | Ẳ               | Großbuchstabe  | links nach rechts     | LATIN CAPITAL LETTER A WITH BREVE AND HOOK ABOVE      | Lateinischer Großbuchstabe A mit Breve und Haken oben          |
| U+1EB3 (7859) | ẳ               | Kleinbuchstabe | links nach rechts     | LATIN SMALL LETTER A WITH BREVE AND HOOK ABOVE        | Lateinischer Kleinbuchstabe A mit Breve und Haken oben         |
| U+1EB4 (7860) | Ẵ               | Großbuchstabe  | links nach rechts     | LATIN CAPITAL LETTER A WITH BREVE AND TILDE           | Lateinischer Großbuchstabe A mit Breve und Tilde               |
| U+1EB5 (7861) | ẵ               | Kleinbuchstabe | links nach rechts     | LATIN SMALL LETTER A WITH BREVE AND TILDE             | Lateinischer Kleinbuchstabe A mit Breve und Tilde              |
| U+1EB6 (7862) | Ặ               | Großbuchstabe  | links nach rechts     | LATIN CAPITAL LETTER A WITH BREVE AND DOT BELOW       | Lateinischer Großbuchstabe A mit Breve und Punkt unten         |
| U+1EB7 (7863) | ặ               | Kleinbuchstabe | links nach rechts     | LATIN SMALL LETTER A WITH BREVE AND DOT BELOW         | Lateinischer Kleinbuchstabe A mit Breve und Punkt unten        |
| U+1EB8 (7864) | Ẹ               | Großbuchstabe  | links nach rechts     | LATIN CAPITAL LETTER E WITH DOT BELOW                 | Lateinischer Großbuchstabe E mit Punkt unten                   |
| U+1EB9 (7865) | ẹ               | Kleinbuchstabe | links nach rechts     | LATIN SMALL LETTER E WITH DOT BELOW                   | Lateinischer Kleinbuchstabe E mit Punkt unten                  |
| U+1EBA (7866) | Ẻ               | Großbuchstabe  | links nach rechts     | LATIN CAPITAL LETTER E WITH HOOK ABOVE                | Lateinischer Großbuchstabe E mit Haken oben                    |
| U+1EBB (7867) | ẻ               | Kleinbuchstabe | links nach rechts     | LATIN SMALL LETTER E WITH HOOK ABOVE                  | Lateinischer Kleinbuchstabe E mit Haken oben                   |
| U+1EBC (7868) | Ẽ               | Großbuchstabe  | links nach rechts     | LATIN CAPITAL LETTER E WITH TILDE                     | Lateinischer Großbuchstabe E mit Tilde                         |
| U+1EBD (7869) | ẽ               | Kleinbuchstabe | links nach rechts     | LATIN SMALL LETTER E WITH TILDE                       | Lateinischer Kleinbuchstabe E mit Tilde                        |
| U+1EBE (7870) | Ế               | Großbuchstabe  | links nach rechts     | LATIN CAPITAL LETTER E WITH CIRCUMFLEX AND ACUTE      | Lateinischer Großbuchstabe E mit Zirkumflex und Akut           |
| U+1EBF (7871) | ế               | Kleinbuchstabe | links nach rechts     | LATIN SMALL LETTER E WITH CIRCUMFLEX AND ACUTE        | Lateinischer Kleinbuchstabe E mit Zirkumflex und Akut          |
| U+1EC0 (7872) | Ề               | Großbuchstabe  | links nach rechts     | LATIN CAPITAL LETTER E WITH CIRCUMFLEX AND GRAVE      | Lateinischer Großbuchstabe E mit Zirkumflex und Gravis         |
| U+1EC1 (7873) | ề               | Kleinbuchstabe | links nach rechts     | LATIN SMALL LETTER E WITH CIRCUMFLEX AND GRAVE        | Lateinischer Kleinbuchstabe E mit Zirkumflex und Gravis        |
| U+1EC2 (7874) | Ể               | Großbuchstabe  | links nach rechts     | LATIN CAPITAL LETTER E WITH CIRCUMFLEX AND HOOK ABOVE | Lateinischer Großbuchstabe E mit Zirkumflex und Haken oben     |
| U+1EC3 (7875) | ể               | Kleinbuchstabe | links nach rechts     | LATIN SMALL LETTER E WITH CIRCUMFLEX AND HOOK ABOVE   | Lateinischer Kleinbuchstabe E mit Zirkumflex und Haken oben    |
| U+1EC4 (7876) | Ễ               | Großbuchstabe  | links nach rechts     | LATIN CAPITAL LETTER E WITH CIRCUMFLEX AND TILDE      | Lateinischer Großbuchstabe E mit Zirkumflex und Tilde          |
| U+1EC5 (7877) | ễ               | Kleinbuchstabe | links nach rechts     | LATIN SMALL LETTER E WITH CIRCUMFLEX AND TILDE        | Lateinischer Kleinbuchstabe E mit Zirkumflex und Tilde         |
| U+1EC6 (7878) | Ệ               | Großbuchstabe  | links nach rechts     | LATIN CAPITAL LETTER E WITH CIRCUMFLEX AND DOT BELOW  | Lateinischer Großbuchstabe E mit Zirkumflex und Punkt unten    |
| U+1EC7 (7879) | ệ               | Kleinbuchstabe | links nach rechts     | LATIN SMALL LETTER E WITH CIRCUMFLEX AND DOT BELOW    | Lateinischer Kleinbuchstabe E mit Zirkumflex und Punkt unten   |
| U+1EC8 (7880) | Ỉ               | Großbuchstabe  | links nach rechts     | LATIN CAPITAL LETTER I WITH HOOK ABOVE                | Lateinischer Großbuchstabe I mit Haken oben                    |
| U+1EC9 (7881) | ỉ               | Kleinbuchstabe | links nach rechts     | LATIN SMALL LETTER I WITH HOOK ABOVE                  | Lateinischer Kleinbuchstabe I mit Haken oben                   |
| U+1ECA (7882) | Ị               | Großbuchstabe  | links nach rechts     | LATIN CAPITAL LETTER I WITH DOT BELOW                 | Lateinischer Großbuchstabe I mit Punkt unten                   |
| U+1ECB (7883) | ị               | Kleinbuchstabe | links nach rechts     | LATIN SMALL LETTER I WITH DOT BELOW                   | Lateinischer Kleinbuchstabe I mit Punkt unten                  |
| U+1ECC (7884) | Ọ               | Großbuchstabe  | links nach rechts     | LATIN CAPITAL LETTER O WITH DOT BELOW                 | Lateinischer Großbuchstabe O mit Punkt unten                   |
| U+1ECD (7885) | ọ               | Kleinbuchstabe | links nach rechts     | LATIN SMALL LETTER O WITH DOT BELOW                   | Lateinischer Kleinbuchstabe O mit Punkt unten                  |
| U+1ECE (7886) | Ỏ               | Großbuchstabe  | links nach rechts     | LATIN CAPITAL LETTER O WITH HOOK ABOVE                | Lateinischer Großbuchstabe O mit Haken oben                    |
| U+1ECF (7887) | ỏ               | Kleinbuchstabe | links nach rechts     | LATIN SMALL LETTER O WITH HOOK ABOVE                  | Lateinischer Kleinbuchstabe O mit Haken oben                   |
| U+1ED0 (7888) | Ố               | Großbuchstabe  | links nach rechts     | LATIN CAPITAL LETTER O WITH CIRCUMFLEX AND ACUTE      | Lateinischer Großbuchstabe O mit Zirkumflex und Akut           |
| U+1ED1 (7889) | ố               | Kleinbuchstabe | links nach rechts     | LATIN SMALL LETTER O WITH CIRCUMFLEX AND ACUTE        | Lateinischer Kleinbuchstabe O mit Zirkumflex und Akut          |
| U+1ED2 (7890) | Ồ               | Großbuchstabe  | links nach rechts     | LATIN CAPITAL LETTER O WITH CIRCUMFLEX AND GRAVE      | Lateinischer Großbuchstabe O mit Zirkumflex und Gravis         |
| U+1ED3 (7891) | ồ               | Kleinbuchstabe | links nach rechts     | LATIN SMALL LETTER O WITH CIRCUMFLEX AND GRAVE        | Lateinischer Kleinbuchstabe O mit Zirkumflex und Gravis        |
| U+1ED4 (7892) | Ổ               | Großbuchstabe  | links nach rechts     | LATIN CAPITAL LETTER O WITH CIRCUMFLEX AND HOOK ABOVE | Lateinischer Großbuchstabe O mit Zirkumflex und Haken oben     |
| U+1ED5 (7893) | ổ               | Kleinbuchstabe | links nach rechts     | LATIN SMALL LETTER O WITH CIRCUMFLEX AND HOOK ABOVE   | Lateinischer Kleinbuchstabe O mit Zirkumflex und Haken oben    |
| U+1ED6 (7894) | Ỗ               | Großbuchstabe  | links nach rechts     | LATIN CAPITAL LETTER O WITH CIRCUMFLEX AND TILDE      | Lateinischer Großbuchstabe O mit Zirkumflex und Tilde          |
| U+1ED7 (7895) | ỗ               | Kleinbuchstabe | links nach rechts     | LATIN SMALL LETTER O WITH CIRCUMFLEX AND TILDE        | Lateinischer Kleinbuchstabe O mit Zirkumflex und Tilde         |
| U+1ED8 (7896) | Ộ               | Großbuchstabe  | links nach rechts     | LATIN CAPITAL LETTER O WITH CIRCUMFLEX AND DOT BELOW  | Lateinischer Großbuchstabe O mit Zirkumflex und Punkt unten    |
| U+1ED9 (7897) | ộ               | Kleinbuchstabe | links nach rechts     | LATIN SMALL LETTER O WITH CIRCUMFLEX AND DOT BELOW    | Lateinischer Kleinbuchstabe O mit Zirkumflex und Punkt unten   |
| U+1EDA (7898) | Ớ               | Großbuchstabe  | links nach rechts     | LATIN CAPITAL LETTER O WITH HORN AND ACUTE            | Lateinischer Großbuchstabe O mit Horn und Akut                 |
| U+1EDB (7899) | ớ               | Kleinbuchstabe | links nach rechts     | LATIN SMALL LETTER O WITH HORN AND ACUTE              | Lateinischer Kleinbuchstabe O mit Horn und Akut                |
| U+1EDC (7900) | Ờ               | Großbuchstabe  | links nach rechts     | LATIN CAPITAL LETTER O WITH HORN AND GRAVE            | Lateinischer Großbuchstabe O mit Horn und Gravis               |
| U+1EDD (7901) | ờ               | Kleinbuchstabe | links nach rechts     | LATIN SMALL LETTER O WITH HORN AND GRAVE              | Lateinischer Kleinbuchstabe O mit Horn und Gravis              |
| U+1EDE (7902) | Ở               | Großbuchstabe  | links nach rechts     | LATIN CAPITAL LETTER O WITH HORN AND HOOK ABOVE       | Lateinischer Großbuchstabe O mit Horn und Haken oben           |
| U+1EDF (7903) | ở               | Kleinbuchstabe | links nach rechts     | LATIN SMALL LETTER O WITH HORN AND HOOK ABOVE         | Lateinischer Kleinbuchstabe O mit Horn und Haken oben          |
| U+1EE0 (7904) | Ỡ               | Großbuchstabe  | links nach rechts     | LATIN CAPITAL LETTER O WITH HORN AND TILDE            | Lateinischer Großbuchstabe O mit Horn und Tilde                |
| U+1EE1 (7905) | ỡ               | Kleinbuchstabe | links nach rechts     | LATIN SMALL LETTER O WITH HORN AND TILDE              | Lateinischer Kleinbuchstabe O mit Horn und Tilde               |
| U+1EE2 (7906) | Ợ               | Großbuchstabe  | links nach rechts     | LATIN CAPITAL LETTER O WITH HORN AND DOT BELOW        | Lateinischer Großbuchstabe O mit Horn und Punkt unten          |
| U+1EE3 (7907) | ợ               | Kleinbuchstabe | links nach rechts     | LATIN SMALL LETTER O WITH HORN AND DOT BELOW          | Lateinischer Kleinbuchstabe O mit Horn und Punkt unten         |
| U+1EE4 (7908) | Ụ               | Großbuchstabe  | links nach rechts     | LATIN CAPITAL LETTER U WITH DOT BELOW                 | Lateinischer Großbuchstabe U mit Punkt unten                   |
| U+1EE5 (7909) | ụ               | Kleinbuchstabe | links nach rechts     | LATIN SMALL LETTER U WITH DOT BELOW                   | Lateinischer Kleinbuchstabe U mit Punkt unten                  |
| U+1EE6 (7910) | Ủ               | Großbuchstabe  | links nach rechts     | LATIN CAPITAL LETTER U WITH HOOK ABOVE                | Lateinischer Großbuchstabe U mit Haken oben                    |
| U+1EE7 (7911) | ủ               | Kleinbuchstabe | links nach rechts     | LATIN SMALL LETTER U WITH HOOK ABOVE                  | Lateinischer Kleinbuchstabe U mit Haken oben                   |
| U+1EE8 (7912) | Ứ               | Großbuchstabe  | links nach rechts     | LATIN CAPITAL LETTER U WITH HORN AND ACUTE            | Lateinischer Großbuchstabe U mit Horn und Akut                 |
| U+1EE9 (7913) | ứ               | Kleinbuchstabe | links nach rechts     | LATIN SMALL LETTER U WITH HORN AND ACUTE              | Lateinischer Kleinbuchstabe U mit Horn und Akut                |
| U+1EEA (7914) | Ừ               | Großbuchstabe  | links nach rechts     | LATIN CAPITAL LETTER U WITH HORN AND GRAVE            | Lateinischer Großbuchstabe U mit Horn und Gravis               |
| U+1EEB (7915) | ừ               | Kleinbuchstabe | links nach rechts     | LATIN SMALL LETTER U WITH HORN AND GRAVE              | Lateinischer Kleinbuchstabe U mit Horn und Gravis              |
| U+1EEC (7916) | Ử               | Großbuchstabe  | links nach rechts     | LATIN CAPITAL LETTER U WITH HORN AND HOOK ABOVE       | Lateinischer Großbuchstabe U mit Horn und Haken oben           |
| U+1EED (7917) | ử               | Kleinbuchstabe | links nach rechts     | LATIN SMALL LETTER U WITH HORN AND HOOK ABOVE         | Lateinischer Kleinbuchstabe U mit Horn und Haken oben          |
| U+1EEE (7918) | Ữ               | Großbuchstabe  | links nach rechts     | LATIN CAPITAL LETTER U WITH HORN AND TILDE            | Lateinischer Großbuchstabe U mit Horn und Tilde                |
| U+1EEF (7919) | ữ               | Kleinbuchstabe | links nach rechts     | LATIN SMALL LETTER U WITH HORN AND TILDE              | Lateinischer Kleinbuchstabe U mit Horn und Tilde               |
| U+1EF0 (7920) | Ự               | Großbuchstabe  | links nach rechts     | LATIN CAPITAL LETTER U WITH HORN AND DOT BELOW        | Lateinischer Großbuchstabe U mit Horn und Punkt unten          |
| U+1EF1 (7921) | ự               | Kleinbuchstabe | links nach rechts     | LATIN SMALL LETTER U WITH HORN AND DOT BELOW          | Lateinischer Kleinbuchstabe U mit Horn und Punkt unten         |
| U+1EF2 (7922) | Ỳ               | Großbuchstabe  | links nach rechts     | LATIN CAPITAL LETTER Y WITH GRAVE                     | Lateinischer Großbuchstabe Y mit Gravis                        |
| U+1EF3 (7923) | ỳ               | Kleinbuchstabe | links nach rechts     | LATIN SMALL LETTER Y WITH GRAVE                       | Lateinischer Kleinbuchstabe Y mit Gravis                       |
| U+1EF4 (7924) | Ỵ               | Großbuchstabe  | links nach rechts     | LATIN CAPITAL LETTER Y WITH DOT BELOW                 | Lateinischer Großbuchstabe Y mit Punkt unten                   |
| U+1EF5 (7925) | ỵ               | Kleinbuchstabe | links nach rechts     | LATIN SMALL LETTER Y WITH DOT BELOW                   | Lateinischer Kleinbuchstabe Y mit Punkt unten                  |
| U+1EF6 (7926) | Ỷ               | Großbuchstabe  | links nach rechts     | LATIN CAPITAL LETTER Y WITH HOOK ABOVE                | Lateinischer Großbuchstabe Y mit Haken oben                    |
| U+1EF7 (7927) | ỷ               | Kleinbuchstabe | links nach rechts     | LATIN SMALL LETTER Y WITH HOOK ABOVE                  | Lateinischer Kleinbuchstabe Y mit Haken oben                   |
| U+1EF8 (7928) | Ỹ               | Großbuchstabe  | links nach rechts     | LATIN CAPITAL LETTER Y WITH TILDE                     | Lateinischer Großbuchstabe Y mit Tilde                         |
| U+1EF9 (7929) | ỹ               | Kleinbuchstabe | links nach rechts     | LATIN SMALL LETTER Y WITH TILDE                       | Lateinischer Kleinbuchstabe Y mit Tilde                        |
| U+1EFA (7930) | Ỻ               | Großbuchstabe  | links nach rechts     | LATIN CAPITAL LETTER MIDDLE-WELSH LL                  | Lateinischer Großbuchstabe mittelwalisisches Ll                |
| U+1EFB (7931) | ỻ               | Kleinbuchstabe | links nach rechts     | LATIN SMALL LETTER MIDDLE-WELSH LL                    | Lateinischer Kleinbuchstabe mittelwalisisches Ll               |
| U+1EFC (7932) | Ỽ               | Großbuchstabe  | links nach rechts     | LATIN CAPITAL LETTER MIDDLE-WELSH V                   | Lateinischer Großbuchstabe mittelwalisisches V                 |
| U+1EFD (7933) | ỽ               | Kleinbuchstabe | links nach rechts     | LATIN SMALL LETTER MIDDLE-WELSH V                     | Lateinischer Kleinbuchstabe mittelwalisisches V                |
| U+1EFE (7934) | Ỿ               | Großbuchstabe  | links nach rechts     | LATIN CAPITAL LETTER Y WITH LOOP                      | Lateinischer Großbuchstabe Y mit Schleife                      |
| U+1EFF (7935) | ỿ               | Kleinbuchstabe | links nach rechts     | LATIN SMALL LETTER Y WITH LOOP                        | Lateinischer Kleinbuchstabe Y mit Schleife                     |